# 이유승 (명나라)
이유승(李有昇, 생년 미상 ~ 1593년)은 명나라 말기의 장수이다.

## 생애
이유승은 이여송의 심복 부장이었다. 젊은 시절 어떤 기생과 사랑에 빠진 나머지 중요한 군법을 어기고 말았다. 그는 당연히 참수 당하리라 생각했지만, 이여송은 용서를 해주었고 기생과 결혼할 수 있도록 도와주었다.
1592년 임진왜란이 발발하자 그는 이여송의 부장으로 참전하였는데, 제4차 평양성 전투에서 일본군과 싸워 크게 이겼다. 벽제관 전투에서 이여송이 목숨을 잃게 될 위기에 몰리자, 이유승은 큰 소리로 욕을 하며 단도를 던져 이여송을 보호했다. 그러나 일본군이 쏜 조총탄에 맞아 전사하였다.